# يايجيلو (غويجة بل)
يايجيلو (بالفارسية: یایجیلو) هي منطقة سكنية تقع في إيران في قسم غويجة بل الریفي. يقدر عدد سكانها بـ 151 نسمة .